# Rajkiwci
Rajkiwci (ukr. Райківці, Rajkiwci; pol. hist. Rajkowce) – wieś na Ukrainie, w obwodzie chmielnickim, w rejonie chmielnickim. W 2001 roku liczyła 1476 mieszkańców.
Wieś należała do Tadeusza Grabianki, który w 1781 r. oddał ją Onufremu Morskiemu.

## Zabytki
- zamek w Rajkowcach.

Rozgrabiono tak, że ślad nie został, Skibniewo, Andrejkowce, Rajkowce, Ochrymowce i szereg niezliczonych innych....